# Лебанон (округ Вопака, Вісконсин)
Лебанон (англ. Lebanon) — місто (англ. town) в США, в окрузі Вопака штату Вісконсин. Населення — 1619 осіб (2020).

## Демографія
Згідно з переписом 2010 року, у місті мешкало 1665 осіб у 622 домогосподарствах у складі 480 родин. Було 665 помешкань
Расовий склад населення:
| - 98,3 % — білих - 0,2 % — корінних американців - 0,2 % — чорних або афроамериканців - 0,1 % — азіатів |

До двох чи більше рас належало 0,7 %. Частка іспаномовних становила 2,8 % від усіх жителів.
За віковим діапазоном населення розподілялося таким чином: 24,9 % — особи молодші 18 років, 64,3 % — особи у віці 18—64 років, 10,8 % — особи у віці 65 років та старші. Медіана віку мешканця становила 42,5 року. На 100 осіб жіночої статі у місті припадало 111,6 чоловіків;  на 100 жінок у віці від 18 років та старших — 110,6 чоловіків також старших 18 років.
Середній дохід на одне домашнє господарство  становив 77 599 доларів США (медіана — 66 316), а середній дохід на одну сім'ю — 86 561 долар (медіана — 74 091). Медіана доходів становила 55 556 доларів для чоловіків та 38 056 доларів для жінок. За межею бідності перебувало 5,6 % осіб, у тому числі 2,8 % дітей у віці до 18 років та 9,1 % осіб у віці 65 років та старших.
Цивільне працевлаштоване населення становило 906 осіб. Основні галузі зайнятості: виробництво — 32,5 %, освіта, охорона здоров'я та соціальна допомога — 16,9 %, будівництво — 9,2 %, роздрібна торгівля — 8,8 %.